# NGC 7715
NGC 7715 est une galaxie irrégulière (de type magellanique) particulière, vue par la tranche et située dans la constellation des Poissons. NGC 7715 a été découverte par l'ingénieur irlandais Bindon Stoney en 1850.

## Description
La vitesse de NGC 7715 par rapport au fond diffus cosmologique est de 2 403 ± 26 km/s, ce qui correspond à une distance de Hubble de 35,5 ± 2,5 Mpc (∼116 millions d'al).
La classe de luminosité de NGC 7715 est V-VI et elle présente une large raie HI.
En raison d'une brillance de surface égale à 14,28 mag/am2, on peut qualifier NGC 7715 de galaxie à faible brillance de surface (LSB en anglais pour low surface brightness). Les galaxies LSB sont des galaxies diffuses (D) avec une brillance de surface inférieure de moins d'une magnitude à celle du ciel nocturne ambiant.
À ce jour, deux mesures non basées sur le décalage vers le rouge (redshift) donnent une distance de 22,050 ± 20,153 Mpc (∼71,9 millions d'al), ce qui est à l'extérieur des valeurs de la distance de Hubble.

## Interaction avec NGC 7714
NGC 7715 forme une paire de galaxies en interaction gravitationnelle avec NGC 7714. La paire figure dans l'atlas des galaxies particulières d'Halton Arp sous la cote Arp 284.
La collision entre les deux galaxies aurait commencée il y a entre 100 et 200 millions d'années. On pense qu'elles ne se sont pas parfaitement percutées en leur centre, mais plutôt d'une manière décentrée, ce qui dans le cas contraire aurait pu donner naissance à une galaxie en anneau. Les deux galaxies, telles qu'elles sont observées aujourd'hui depuis la Terre, sont reliées par un pont de gaz et d'étoiles, dans lequel a lieu un transfert de matière de NGC 7715 vers sa compagne.

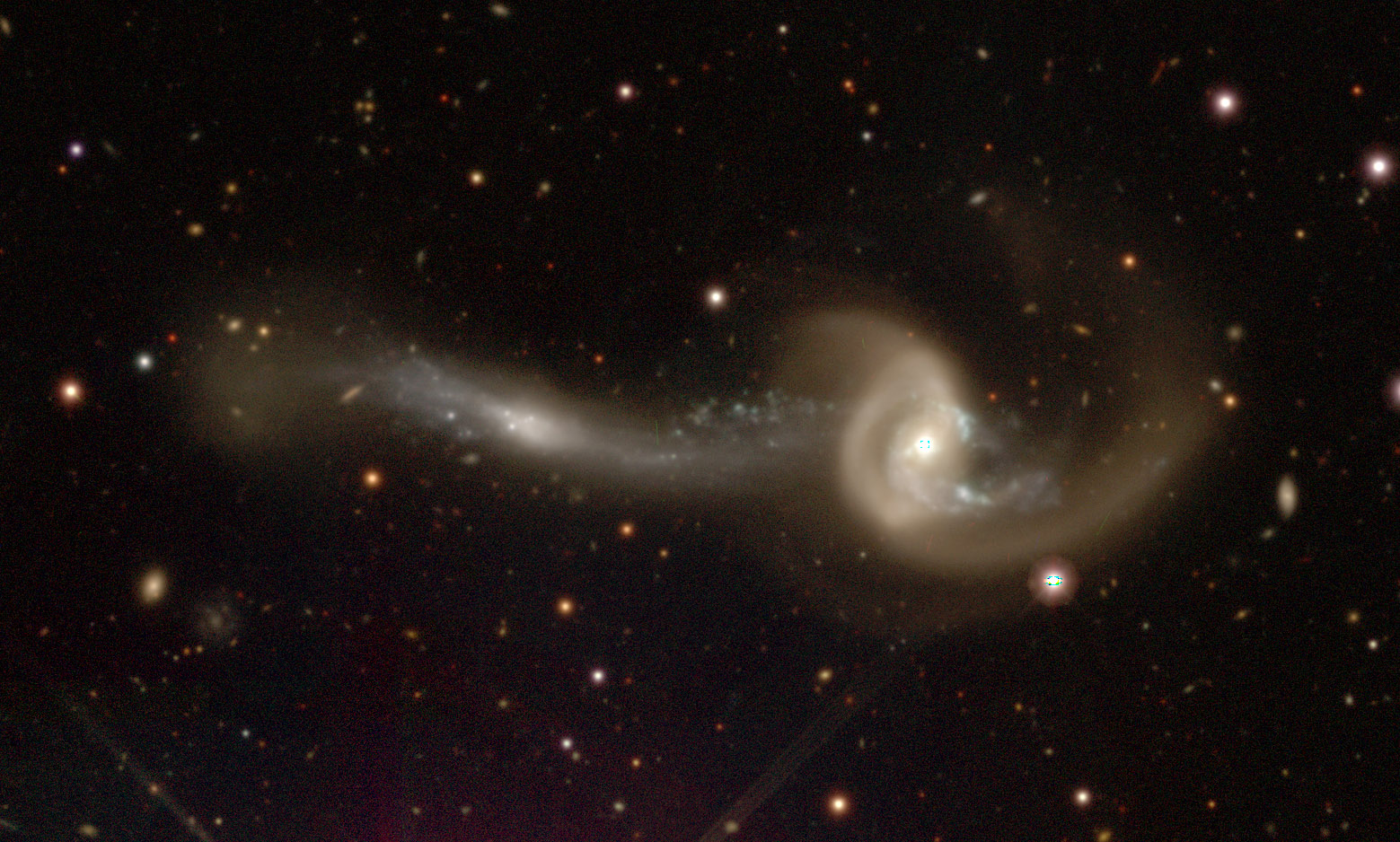
NGC 7714 et NGC 7715 (Arp 284) par le projet « Legacy Surveys DR10 ».

## Groupe de NGC 7716
NGC 7715 est membre du groupe de NGC 7716. Ce groupe de galaxies renferme au moins 5 membres. Les autres galaxies sont NGC 7714, NGC 7716, UGC 12690 et 12709.